# Willi Kollo
Willi Kollo (Willi Arthur Kollodzieyski) (1904–1988) fue un cantante y compositor berlinés, hijo del compositor Walter Kollo y padre del tenor René Kollo.
Compuso música de películas, tangos, canciones populares, operetas, en un principio bajo el pseudónimo de Edgar Allen en honor al poeta Poe para ocultarse de su padre.